# Eleccions al Parlament Europeu de 1989 (Països Baixos)
Les eleccions al Parlament Europeu de 1989 als Països Baixos van ser les eleccions celebrades el 15 de juny per a escollir als 25 eurodiputats neerlandesos per a la III legislatura del Parlament Europeu. Les eleccions no van arribar al 50% de vots, 3,5 punts menys que a les eleccions de 1984 i molt per sota de la mitjana de la Comunitat Econòmica Europea, i van ser guanyades per la Crida Demòcrata Cristiana.

## Sistema electoral
Els eurodiputats holandesos van ser elegits per representació proporcional multinominal en una única circumscripció. Els partits polítics tenien la possibilitat de formar aliances electorals (lijstverbinding). Els escons es van repartir entre els partits i les aliances electorals que superessin la quota electoral (equivalent al nombre de vots emesos dividit pel nombre d'escons) seguint el mètode d'Hondt. Dins de les aliances electorals, els escons es reparteixen entre els partits segons el mètode de major resta.
En aquestes eleccions tots els ciutadans holandesos de 18 anys o més van poder votar, i els de 25 o més es van poder presentar. També van poder votar els estrangers de la Comunitat Econòmica Europea que vivien als Països Baixos, sempre que la legislació del seu país d'origen no els prohibís fer-ho, i aquells holandesos no residents a l'estat, si en el seu país actual no els hi permetien votar.

## Resultats
La Crida Demòcrata Cristiana, que formava part del Partit Popular Europeu, va guanyar les eleccions amb el 34,60% dels vots i 10 eurodiputats enfront del 30,70% i 8 escons del Partit del Treball, integrat a la Unió de Partits Socialistes de la Comunitat Europea. També van obtenir representació al Parlament Europeu el liberal Partit Popular per la Llibertat i la Democràcia amb 3 escons (baixant 2), la coalició Arc de Sant Martí amb 2 escons, Demòcrates 66 amb 1 representant i la coalició de partits catòlics, liderats pel Partit Polític Reformat, amb 1 escó.
| Candidatura                                                                                | Facció europea        | Sufragis   | Sufragis | Escons   | Escons   |
| Candidatura                                                                                | Facció europea        | Vots       | %        | Dip.     | Dif.     |
| ------------------------------------------------------------------------------------------ | --------------------- | ---------- | -------- | -------- | -------- |
| Crida Demòcrata Cristiana (CDA)                                                            | PPE                   | 1.814.107  | 34,60%   | 10       | ▲ 2      |
| Partit del Treball (P.v.d.A)                                                               | UPSCE                 | 1.609.626  | 30,70%   | 8        | ▼ 1      |
| Partit Popular per la Llibertat i la Democràcia (VVD)                                      | LDE                   | 714.745    | 13,63%   | 3        | ▼ 2      |
| Arc de Sant Martí (CPN-PSP-PPR-EVP)                                                        |                       | 365.535    | 6,97%    | 2        | Es manté |
| Demòcrates 66 (D66)                                                                        |                       | 311.990    | 5,95%    | 1        | ▲ 1      |
| Partit Polític Reformat-Unió Política Reformada-Federació Política Reformada (SGP-GPV-RPF) |                       | 309.060    | 5,90%    | 1        | Es manté |
| Demòcrates de Centre                                                                       |                       | 40.780     | 0,78%    |          |          |
| Partit Socialista                                                                          |                       | 34.332     | 0,65%    |          |          |
| Iniciativa per la Democràcia Europea                                                       |                       | 23.298     | 0,44%    |          |          |
| Déu amb nosaltres                                                                          |                       | 18.860     | 0,36%    |          |          |
| Vots a candidatures                                                                        | Vots a candidatures   | 5.296.749  | 99,47%   | 25       | Es manté |
| Vots nuls o no vàlids                                                                      | Vots nuls o no vàlids | 28.041     | 0,53%    | Kiesraad | Kiesraad |
| Vots emesos                                                                                | Vots emesos           | 5.270.374  | 47,48%   | Kiesraad | Kiesraad |
| Cens total                                                                                 | Cens total            | 11.099.123 |          | Kiesraad | Kiesraad |